# Dominik Kazanowski (zm. 1485)
Dominik Kazanowski herbu  Grzymała (zm. 1485) – podkomorzy Kazimierza IV Jagiellończyka, starosta niepołomicki (od 1454) i radomski (od 1463). Mianowany przez Kazimierza Jagiellończyka łowczym krakowskim (1472), a następnie wojskim lubelskim (1480).
Syn Świętosława "Litwosza", protoplasty rodu Kazanowskich i Małgorzaty, ojciec m.in. Stanisława Litwosa, podkomorzego lubelskiego i Bartłomieja, sędziego ziemskiego łukowskiego.
W bitwie pod Chojnicami ocalił króla i wywiózł go do Bydgoszczy. Jako starosta radomski, wspólnie z królem ufundował klasztor bernardynów w Radomiu, wybudowany (początkowo jako drewniany kościół) w 1468 a następnie rozbudowany w formie murowanej od 1480.